# Tchořík skvrnitý
Tchořík skvrnitý (Vormela peregusna) je druh malého savce z čeledi lasicovití.
Žije na sušších pastvinách od jihovýchodní Evropy po západ Číny. Podobně jako ostatní členové čeledi lasicovití, i tchořík skvrnitý při ohrožení vylučuje silný sekret. IUCN vede tchoříka jako zranitelný druh, jenž je ohrožován ztrátou stanovišť (přeměna na zemědělskou půdu, dezertifikace), trávením své kořisti rodenticidy a lovem.

## Popis
Tělo tchoříka skvrnitého je dlouhé 29 až 48 cm (i s hlavou). Má výrazné uši. Končetiny jsou krátké, drápy na nich jsou dlouhé a silné. Zatímco na ocase, jenž měří 14 až 20 cm, je srst dlouhá, na zbytku těla je krátká. Na tváři má černé a bílé skvrny s černým pásem přes oči a bílou skvrnou na ústech. Srst je žlutá a hustě strakatá s nepravidelnými červenými a hnědými skvrnami. Ocas je tmavě hnědý až nažloutlý. Břišní část a končetiny jsou tmavě hnědé. Samice váží 295 až 600 g, samci 320 až 715 g.

## Rozšíření
Vyskytuje se od jihovýchodu Evropy k Rusku a Číně. To zahrnuje země jako Bulharsko, Gruzie, Turecko, Rumunsko, Libanon, Sýrie Jordánsko, Izrael, Palestina, Arménie, Írán, Afghánistán, severozápadní Pákistán, bývalé země Jugoslávie, Mongolsko, Čína, Kazachstán a na sever do sibiřských stepí. V roce 1998 byl zaznamenán i na Sinajském poloostrově v Egyptě.

## Ekologie a chování

### Biotop
Žijí v otevřených pouštích, polopouštích, vyprahlých skalních územích, ve náhorních údolích, nížinných pohořích, stepích a suchých subtropických křovitých lesích. Vyhýbají se hornatým územím. Byli spatřeni i v zemědělských oblastech.
Na odpočinek a rozmnožování používají nory i ostatních hlodavců (např. druhů Rhombomys opinus a Meriones libycus). Mohou si vyhrabat vlastní noru nebo přebývat v zavlažovacích tunelech. V zimě si noru vyloží trávou.

### Chování
Tchořík je aktivní zejména během rána a podvečer. Jeho zrak je slabý a spoléhá se především na lépe vyvinutý čich. Nevydává spoustu zvuků, většinou jde o pronikavý výstražný výkřik, vrčení a dlouhý povolný pískot.
Je to samotářský tvor. Pohybuje se zejména ve svém 0,5 až 0,6 km2 velkém teritoriu. V úkrytu zůstává sám a při setkání s konkurencí je agresivní. Dokáže dobře šplhat.
Když zpozorní, postaví se na své nohy, ohne záda a obtočí přes něj ocas na kterém zježí srst. Také pozvedne hlavu, obnaží zuby a vydá pronikavý a krátký sykot. Pokud se cítí ohrožen, dokáže vyloučit smradlavý sekret z análních žláz pod ocasem.
S předními tlapami hrabou nory a na vytahování překážek (např. kořenů), používají zuby. 

### Rozmnožování
Páří se od března do června. Březost v sobě zahrnuje odloženou nidaci a je dlouhá od 243 do 327 dnů. Porod byl zpozorován od konce ledna do poloviny března. Délka těhotenství umožňuje samici zvolit vhodný termín, například při hojnosti potravy. Rodí 4 až 8 mláďat. O mláďata se stará pouze samice. Oči otevírají přibližně po 38–40 dnech, kojené jsou do 50–54 dnů a matku opouštějí po 61–68 dnech. 

### Potrava
Živí se veverkami, křečky, hraboši, krtky, myšmi domácími a ostatními hlodavci. Žerou i malé zajíce, ptáky, ještěrky, ryby, žáby, slimáky, hmyz (např. brouky nebo cvrčky) ale pojídají i ovoce a trávu. Byly zaznamenány i případy, kdy jedli domácí drůbež jako např. slepice a holuby nebo kradli uzené maso a sýr.